# Немея (мифология)
Неме́я (др.-греч. Νεμέα) — нимфа из греческой мифологии, богиня Немейских игр.

## Мифология
Согласно распространённой версии, Немея являлась дочерью Зевса и богини Луны Селены; у неё были две родных сестры, которых Селена родила также от Зевса, — богиня полуденного солнца Пандия и богиня росы Эрса. По другой версии, Немея родилась у нимфы Метопы от её связи с богом реки Асопом Флиасийским.
Считается, что Немея была матерью героя Архемора, в память которого учредили Немейские игры. Саму же Немею называли богиней этих игр. Она также являлась богиней носившего её имя города Немея в Арголиде, в котором эти игры проводились. По другой версии, родителями Архемора были царь Немеи Ликург и Эвридика.

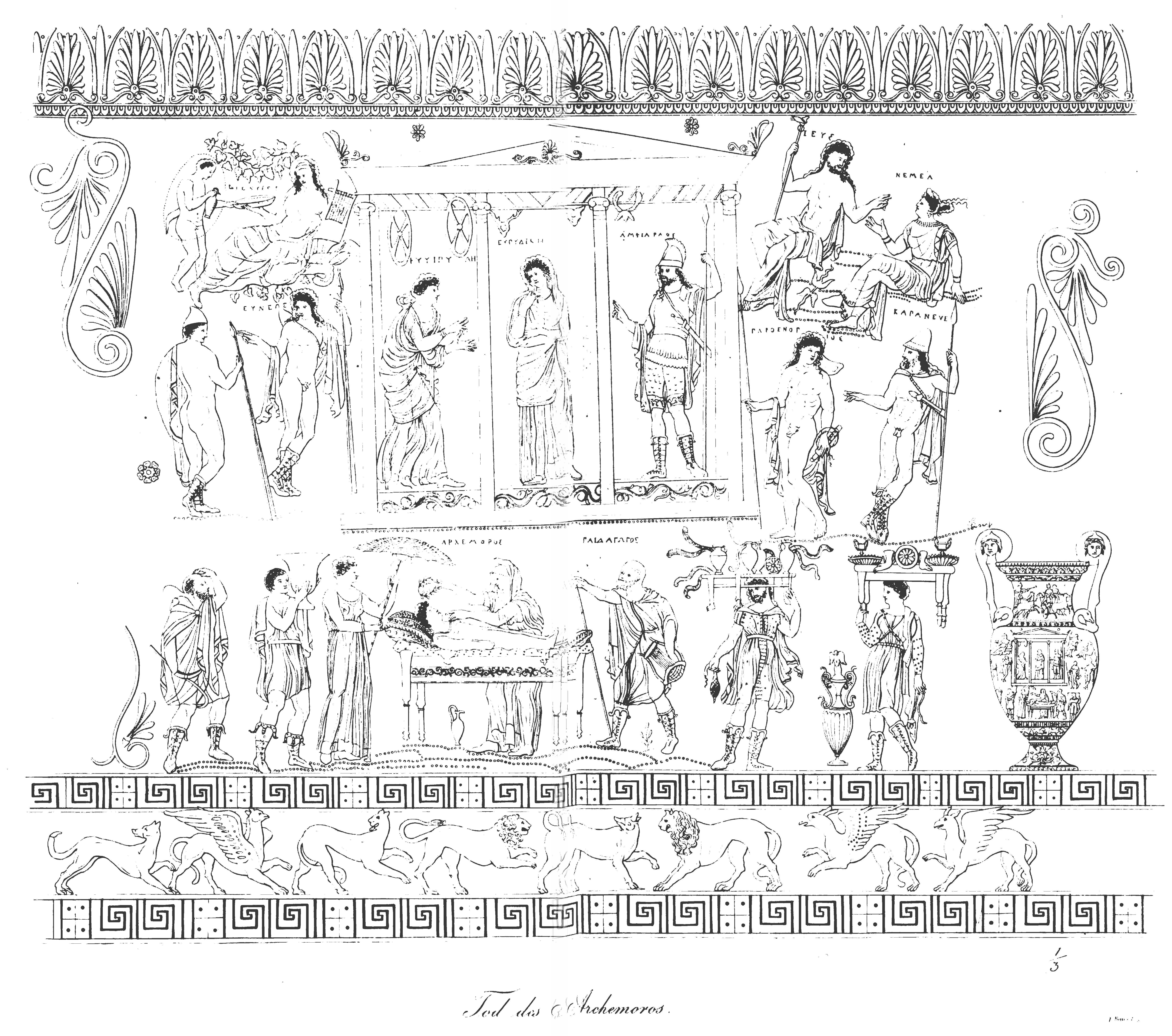
Фриз Археморовой вазы «Смерть Архемора» (полное изображение). 340 г. до н. э. Национальный музей Неаполя

## В изобразительном искусстве
Изображения нимфы Немеи встречаются достаточно редко. В дополнение к некоторым потерянным произведениям искусства, которые упоминаются древними авторами, известно лишь несколько античных ваз и камея с образом Геракла во время его поединка с Немейским львом. Принято считать, что здесь Немея запечатлена находящейся в свите Геракла. Однако это предположение трудно доказать, потому что в образе Немеи нет чётких признаков, по которым её можно было бы идентифицировать.
Немея совершенно определённо изображена на одной из двух Археморовых ваз. Поскольку обе они происходят из Руво (Апулия), разумно предположить, что нимфа также показана и на другой вазе. Археморовы вазы представляют собой кратеры с широким горлом и вертикальными волютообразными ручками; внешняя поверхность каждого сосуда обработана краснофигурной вазописью.
На фризе первой вазы, изготовленной примерно в 340 году до н. э. и ныне хранящейся в Национальном музее Неаполя, изображены похороны умершего Архемора; Зевс и Немея здесь показаны в правом верхнем углу, они беседуют около наиска, над ними указаны их имена: ΖΕΥΣ и ΝΕΜΕΑ. Фриз второй вазы приблизительно 350 года до н. э., находящейся в петербургском «Эрмитаже», показывает внизу мёртвого Архемора между Гипсипилой (слева) и предположительно Немеей, наверху — битву четырёх героев против змея, погубившего Архемора.